# Robert Le Lorrain
Robert Le Lorrain o Lelorrain (lit. 'el Loreno', de la región de Lorena) (París, 15 de noviembre de 1666 - París, 1 de junio de 1743), fue un destacado escultor francés del periodo barroco.

## Biografía
Robert Le Lorrain nació en París en el año 1666 en el seno de una familia de funcionarios asociados con Nicolas Fouquet, ministro de finanzas de Luis XIV. La familia se arruinó al caer Fouquet en desgracia en 1661. Robert comenzó su formación artística con el pintor Pierre Mosnier, y también estudió con el escultor, pintor y arquitecto francés Pierre Paul Puget (1620-1694) y con Lemonnier.
A los 18 años (1684), ingresó en el taller de François Girardon; además de colaborar en el trabajo habitual del estudio, Robert  estaba encargado de la instrucción en dibujo de los hijos de Girardon, así como de supervisar al resto de alumnos. Bajo la dirección del maestro fue el encargado de ejecutar en mármol una parte del mausoleo del cardenal Richelieu para la capilla de la Sorbona (1683-1689).
En 1689 le concedieron el Premio de Roma con una obra que llevaba por título La embriaguez de Noé (desaparecida) y llegó a la Academia francesa en Roma en 1692, en donde estudió las obras de Bernini. Su estancia en Roma fue inestable. Las restricciones financieras y el carácter difícil de Robert condujeron a que le fuera retirada su subvención dos años más tarde. Trabajó brevemente como ayudante del escultor francés Jean-Baptiste Théodon antes de regresar a Francia. Dejó atrás en Roma un medallón inacabado de mármol de Cristo en la Bendición (Palazzo Montecitorio, Roma).
De regreso en Francia, terminó las obras iniciadas por Pierre Puget en Marsella.
A comienzos del siglo XVIII, Robert se instaló en París, en el barrio del Marais, en la calle Meslay (antiguamente calle de Las Murallas). Estableció su estudio sobre el emplazamiento de las antiguas murallas de Felipe II y de Carlos V, murallas que habían dado sus nombres a esta calle, y que fueron demolidas por orden de Richelieu. Entre los artistas, que tenían su taller en la calle Meslay se encontraban Christophe-Gabriel Allegrain y su colaborador Juan-Bautista Pigalle.
Consiguió algunos encargos privadas y se unió inicialmente a la Academia de Saint-Luc, porque ese momento la Académie royale de peinture et de sculpture [Academia Real de Pintura y Escultura de París]no admitía ningún nuevo miembro y los encargos oficiales eran escasos. No fue hasta 1701 cuando Le Lorrain fue admitido como miembro de la Academia real, con el mármol de Galatea (hoy en Washington), firmado y fechado ese año.

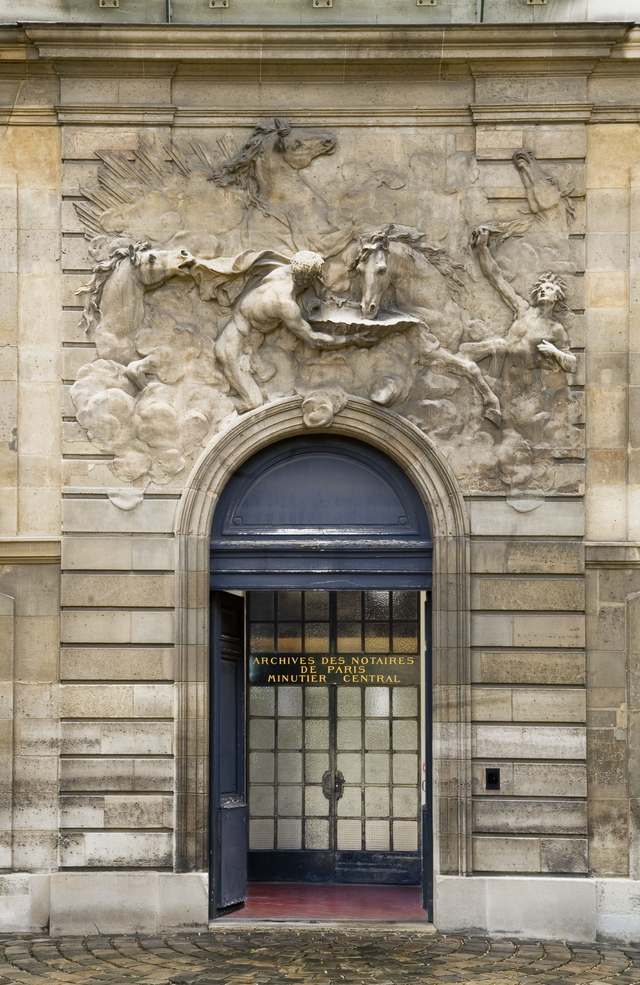
Les chevaux du soleil (ca.1736), en la puerta de los establos del Hôtel de Rohan, París.

Volvió a colaborar con Girardon siendo el principal ejecutante del memorial de Girardon a su esposa, la pintora de flores Catalina Duchemin (mármol, 1703-07; París, Ste Margarita).
Realizó además esculturas para el palacio de Marly actualmente dispersas o desaparecidas y también para el palacio de Versailles, entre otras una figura de La Caridad para la capilla de la virgen del Palacio (1707-1711). También participó en la Fuente del Buffet d'Eau en los jardines del Trianon.
Fue empleado por el obispo de Estrasburgo y ya cardenal, Armando Gastón Maximiliano de Rohan, en el castillo de Saverne, durante aproximadamente seis años a partir de 1717. Lamentablemente, el salón completo que decoró en el castillo, bajo la dirección de Robert de Cotte, fue destruido por el fuego mucho antes del final del siglo. Los Rohan serán en adelante sus más notorios clientes, si se deja aparte la monarquía.
Entre 1728 y 1731 nuevamente trabajó para la familia Rohan-Soubise dedicándose a la elaboración de las obras de arte que adornan la Maison de Rohan en París. El cardenal le empleó otra vez en su vejez, en los años 1735-1738, esta vez en la decoración exterior de su enorme palacio Rohan de Estrasburgo. La apoplejía interrumpe el trabajo de Le Lorrain en Estrasburgo, aunque parece que siguió modelando en París. Probablemente alrededor de 1736, creó su obra maestra, el relieve de Los caballos del Sol, ejecutada como decoración de la puerta de los establos del Hôtel de Rohan.
Expuso en el Salón, dos pequeños grupos de género en terracota Des Jeux (1725) y dos grupos en terracota Grupos de fantasía (perdido, 1737). Ese mismo año fue nombrado rector de la Academia.
Robert Le Lorrain falleció en París en 1743.

## Obras

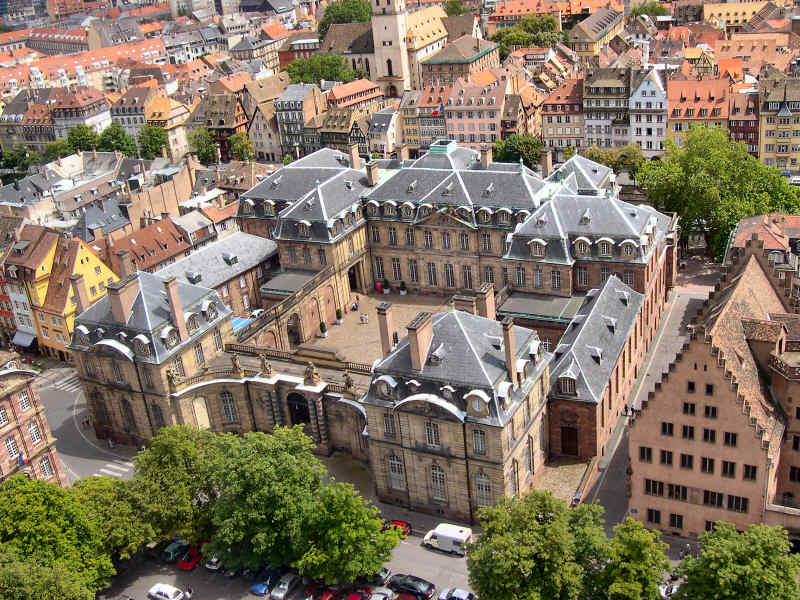
Vista aérea del palacio Rohan de Estrasburgo, que conserva algunas esculturas de Robert Le Lorrain.

De manera decepcionante pocos trabajos de este maestro sumamente dotado han sobrevivido. Su trabajo más conocido es el altorrelieve de piedra Los caballos del Sol, sobre las puertas del establo en el Hôtel de Rohan, París; las esculturas ejecutadas en 1718-1721 para el cardenal de Rohan en château de Saverne se perdieron en el incendio del castillo en 1779, pero otras esculturas para el palacio Rohan de Estrasburgo, sobreviven. Aunque los trabajos de Le Lorrain para el castillo de Marly han sido dispersados o perdidos, otras obras para la iglesia en París y Orléans, así como una escultura en la capilla en palacio de Versalles sobreviven.
Se sabe que fue un dibujante prolífico, aunque ningún dibujo bien atribuido sobrevive.

## Catálogo de obras
Sigue a continuación un listado de las obras de Robert Le Lorrain, incluidas algunas que se le atribuyen.
- 1683-1689: Tumba del cardenal Richelieu, en mármol, en la capilla de la Sorbona de París.[14]
- 1689: La embriaguez de Noé, trabajo desaparecido premiado con el Premio de Roma.
- 1690-1691: Cristo en la Bendición, medallón inacabado de mármol (palazzo Montecitorio, Roma).
- 1691-1692: Concluye las obras inacabadas de Pierre Puget en Marsella.
- ca.1695-1696: Andrómeda, estatua de bronce (Louvre).[15]
- 1700-1701: Fontaine du Buffet d'Eau, jardines del Trianon.[16]
- 1701: Galatea[17] (National Gallery of Art, Washington D. C.).[18]
- 1703-1707: Memorial de Girardon a Catalina Duchemin, su esposa (mármol, Santa Margarita, en París).[14]
- 1707: La ciencia, modelo en cera para el proyecto de la capilla de la Virgen de Versailles que se instaló en el castillo de las Tullerias, (desaparecido).
- 1707: La sabiduría, modelo en cera para el proyecto de la capilla de la Virgen de Versailles que se instaló en el castillo de las Tullerias, (desaparecido).
- 1707: La ciencia, modelo en barro la Capilla de la Virgen de Versailles, 2 pies de altura (desaparecido).
- 1707: La sabiduría, modelo en barro para la Capilla de la Virgen de Versailles, 2 pies de altura (desaparecido).
- 1707: La caridad, modelo en cera para el proyecto de la Capilla de la Virgen de Versailles (desaparecido).
- 1707: La caridad, modelo en barro la Capilla de la Virgen de Versailles 2 pies de altura (desaparecido):
- 1707-1711: La caridad, en la balaustrada de la capilla de la Virgen del Palacio, novena estatua desde el Este, estatua en bulto redondo de piedra de Tornerre, dimensiones (Al.: 2,92 m)
- 1710: Venus Marina (Museo J. Paul Getty y Courtauld Institute of Art).
- entre 1710/1720: Busto de Apolo (Museo Liechtenstein, Viena)
- entre 1710/1720: Busto de Thetis (Museo Liechtenstein, Viena)
- La Gloría y la Magnificencia, escultura en piedra, fachada principal, Hôtel de Soubise (actualmente Museo de Historia Francesa), 60 rue des Francs-Bourgeois, París III.[19]
- anterior a 1722: Sátiro,[20] busto atribuido a Le Lorrain o a Luis Lerambert, mármol (Louvre).
- anterior a 1722: Bacante,[21] busto, atribuido a Le Lorrain o a Luis Lerambert, mármol (Louvre).
- 1717-1723: Salón del castillo de Saverne, bajo la dirección del arquitecto Robert de Cotte, destruido en 1789 por el fuego.
- 1725: Des Jeux, dos pequeños grupos de género en terracota.
- 1735-1738: Grupo de Niños,[22] en piedra, palacio Rohan de Estrasburgo.
- ca.1736: Los caballos del sol[23] relieve en escayola, decoración de los establos del Hôtel de Rohan, París.
- 1737: dos grupos en terracota (grupos de fantasía, perdido).
- 1737: Un fleuve, en terracota, modelo preparatorio.

Obras de Robert Le Lorrain
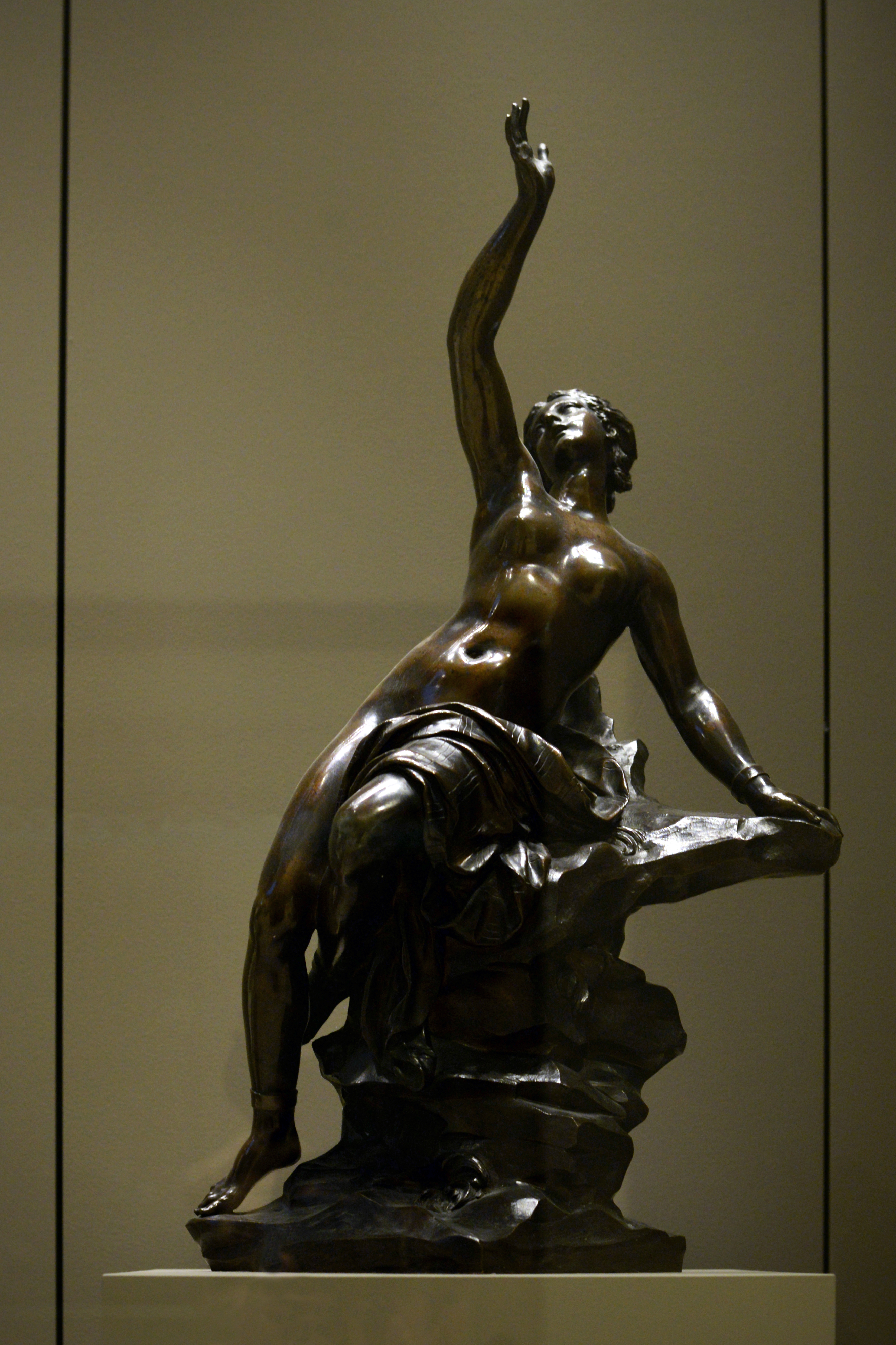
Andrómeda (ca.1695-1696, Louvre)
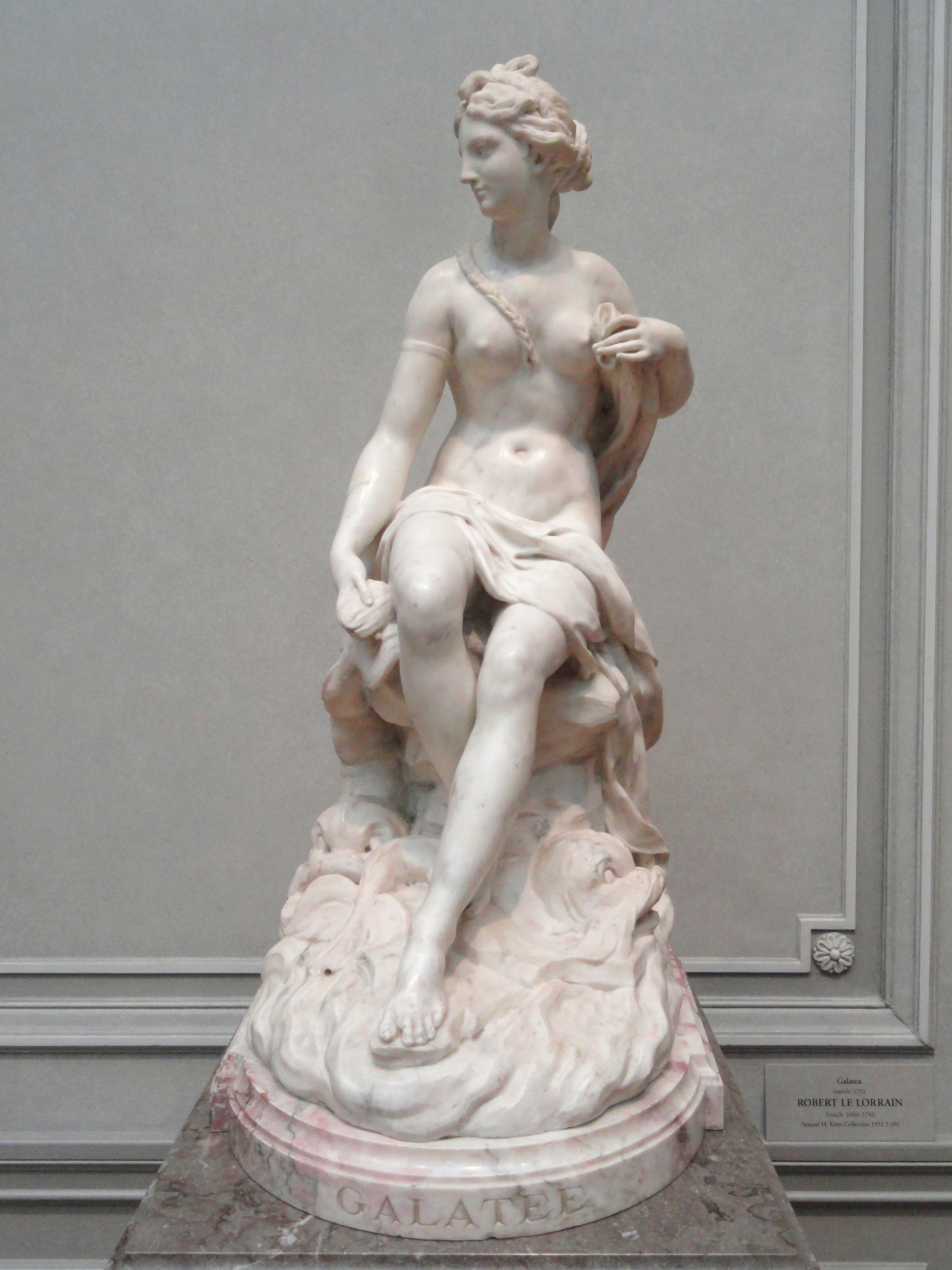
Galatea (1701), mármol - National Gallery of Art, Washington
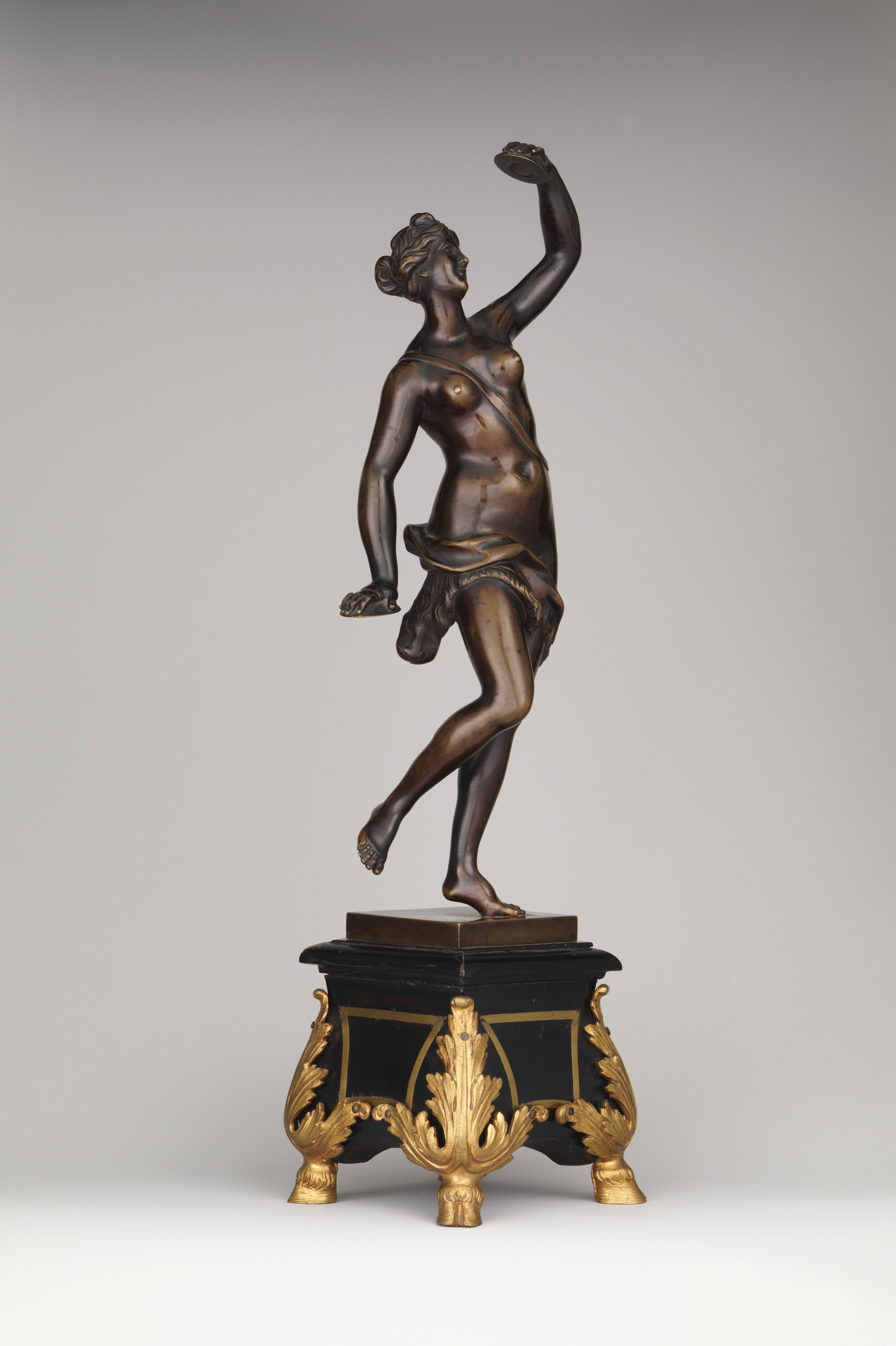
Bacante (MET)
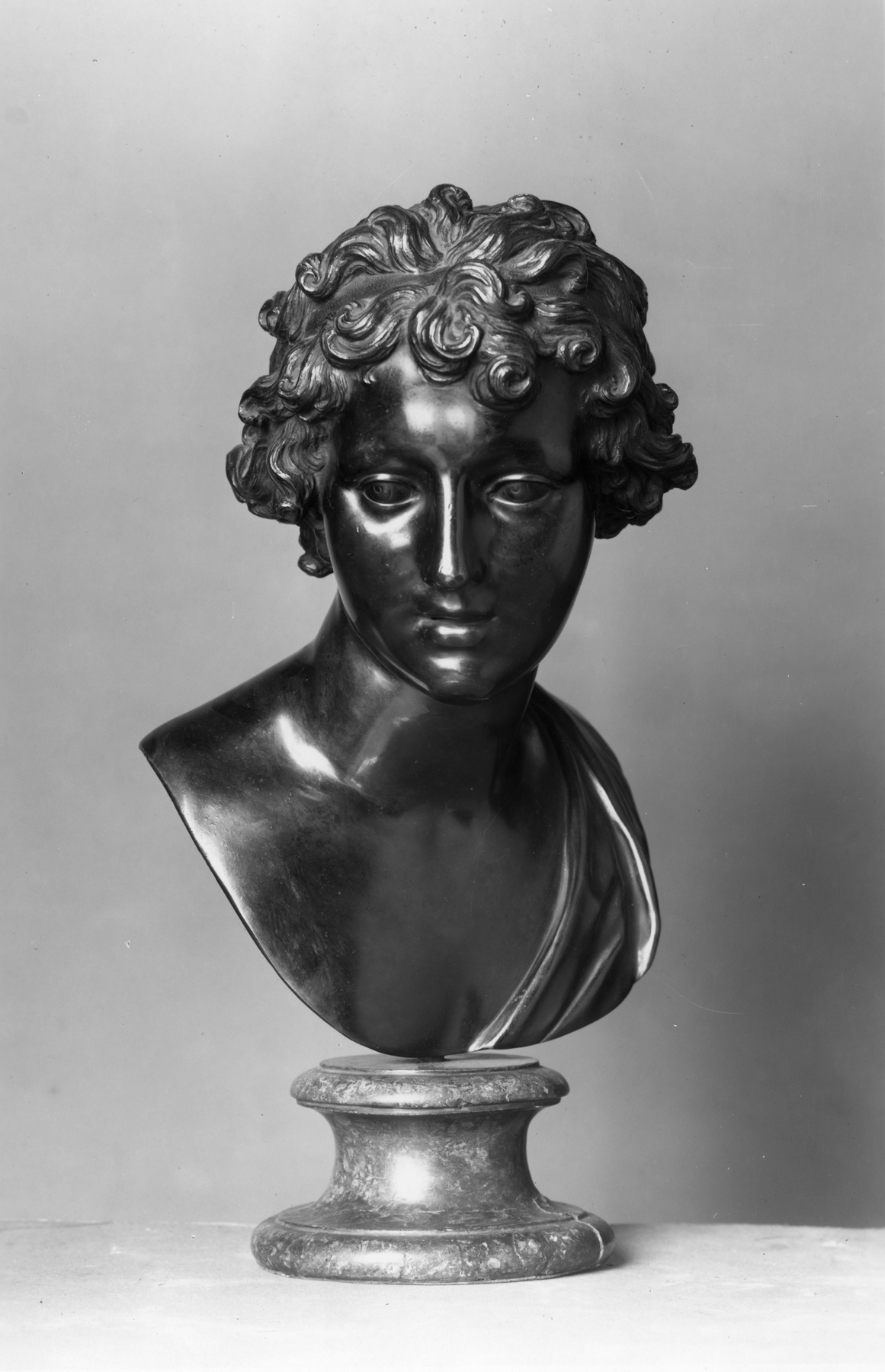
Busto de Apolo
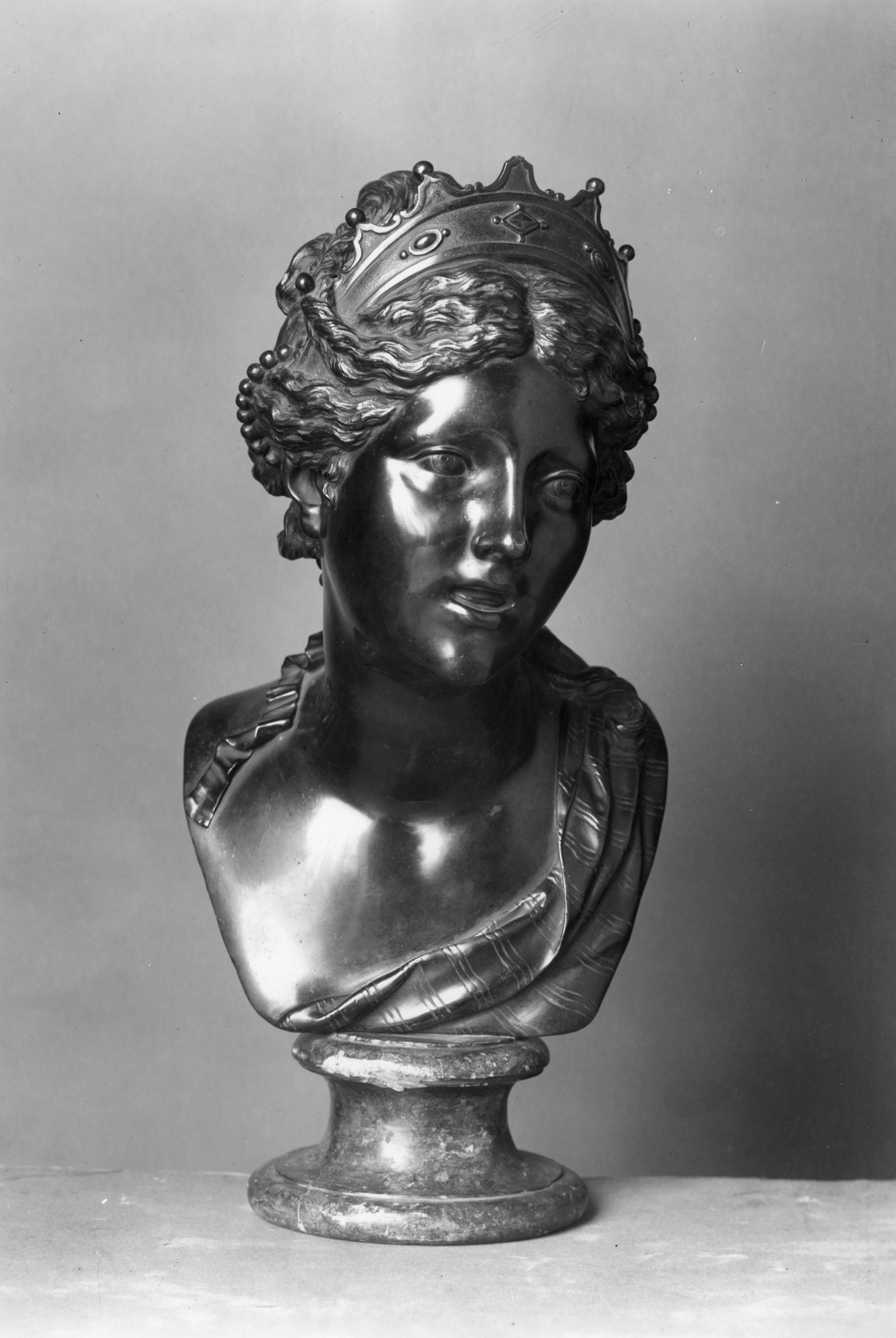
Busto de Tetis
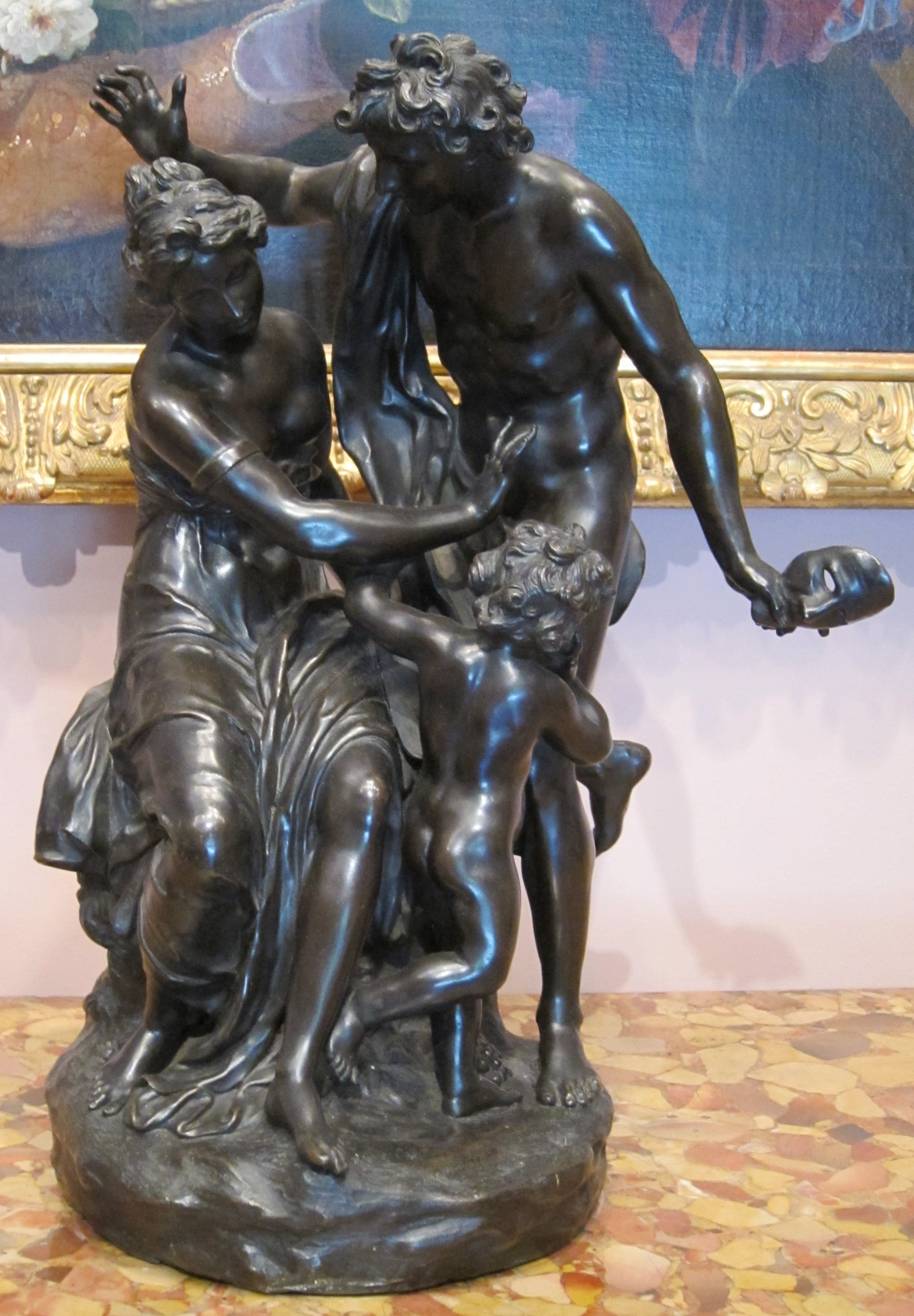
Vertumnus y Pomona (bronce, ca. 1704; Honolulu Museum of Art)
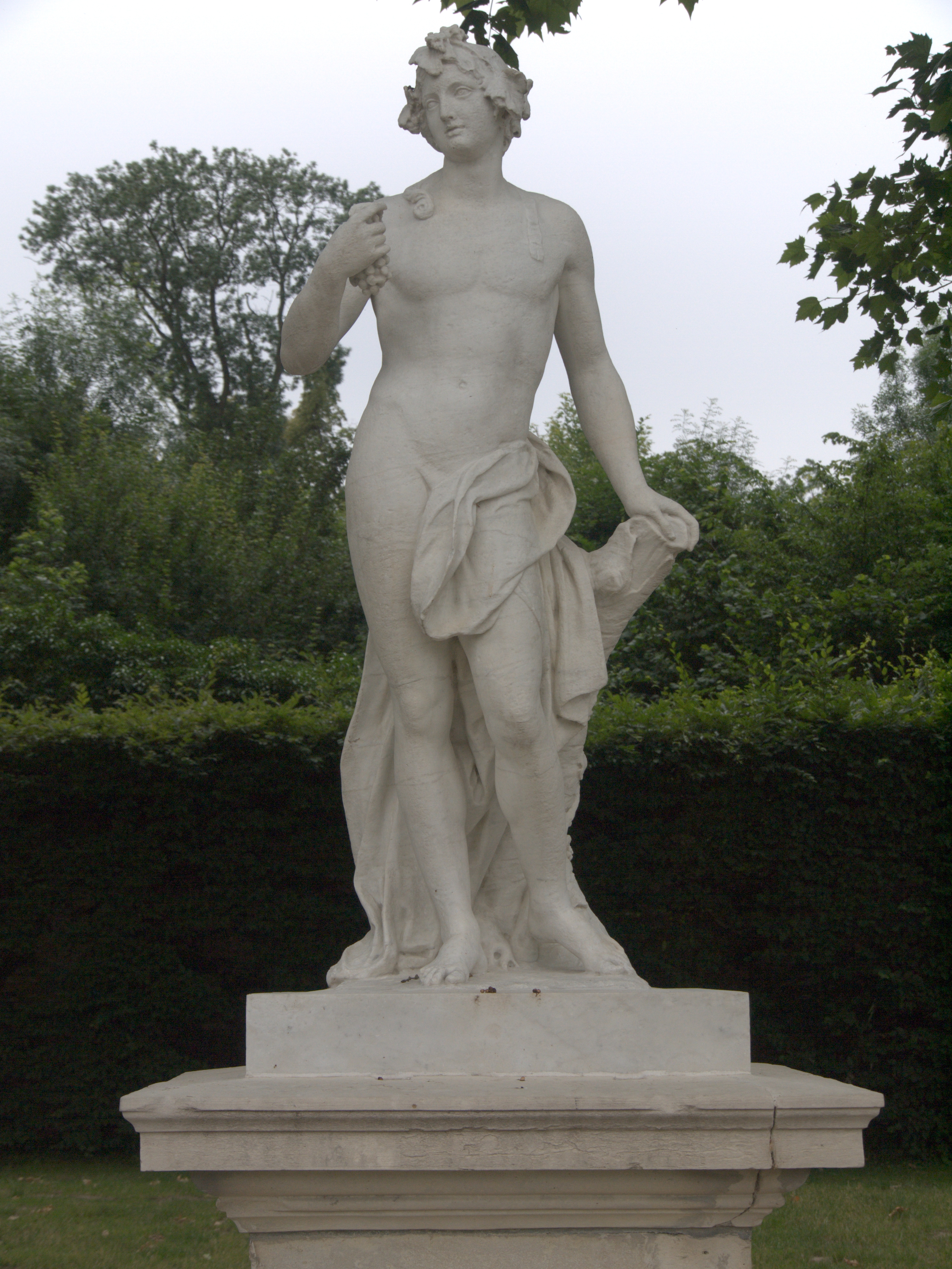
Bacchus (1710-1712) en la medialuna del estanque de Apolo del parque de Versailles
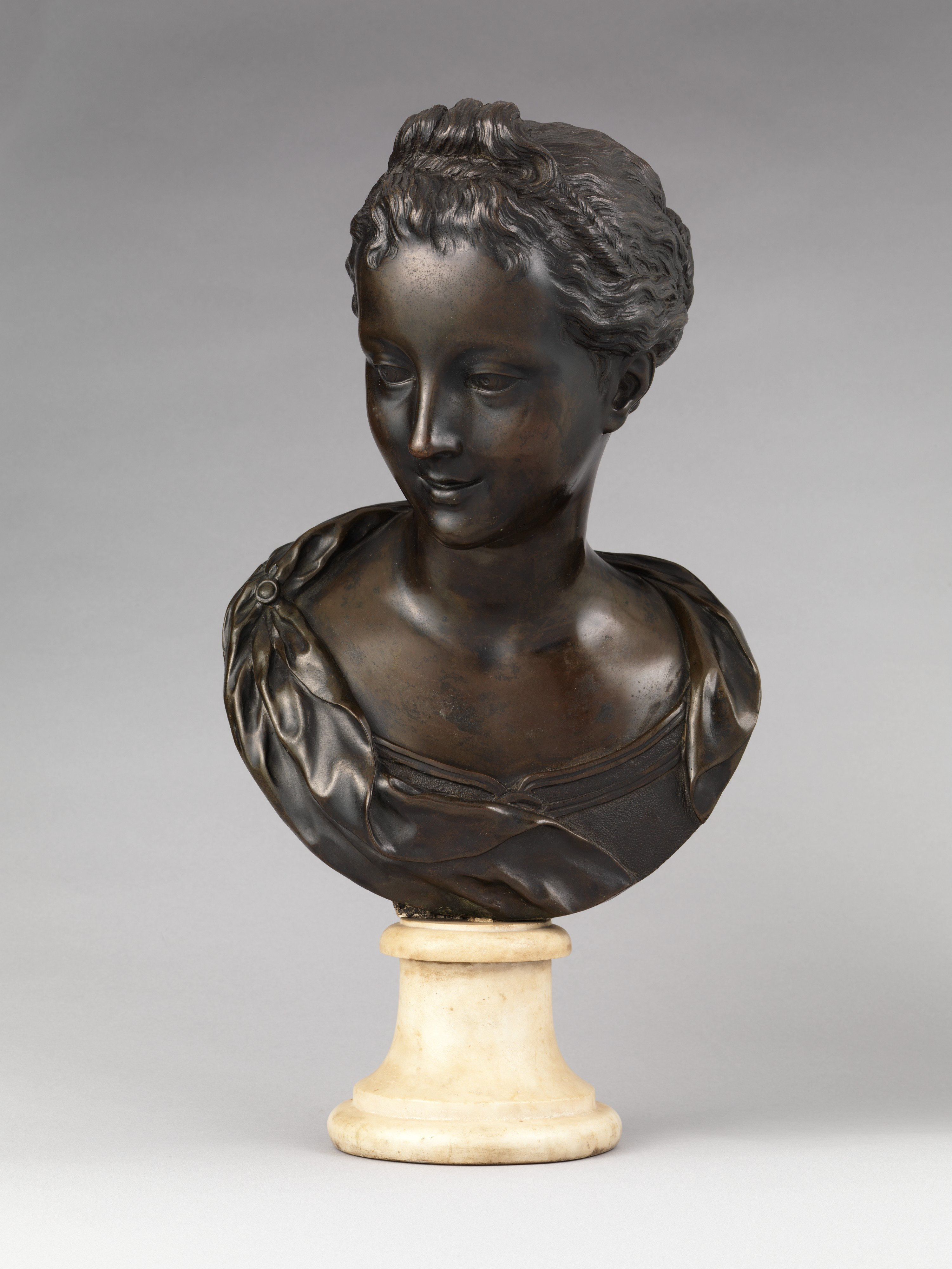
Joven (MET)
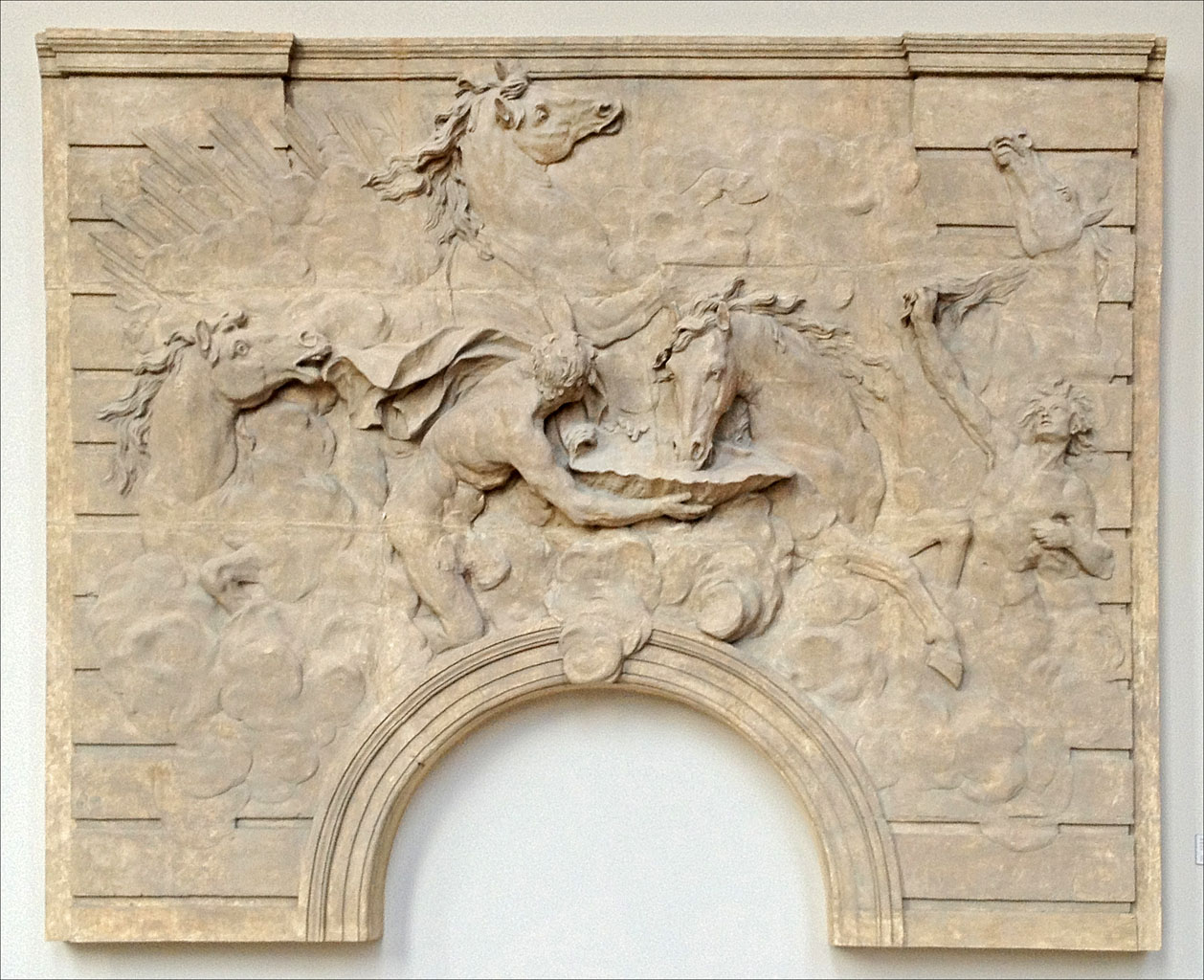
Les chevaux du soleil (ca.1736), altorrelieve en escayola, decoración de la puerta de los establos del Hôtel de Rohan, París.

### Obras en los museos
Sus obras están expuestas en el Museo del Louvre, en el Courtauld Institute of Art de Londres, en la National Gallery of Art de Washington, en la Honolulu Academy of Arts, en el J. Paul Getty Museum (Los Ángeles) o en el Museo Liechtenstein (Viena).

#### En París

##### En el Museo del Louvre
- Sátiro[24] y Bacante,[25] dos bustos, atribuidos a Robert Le Lorrain o Luis Lerambert (anterior a 1722), mármol (dimensiones: Al.: 0,55 m; L.: 0,40 m; An.: 0,17 m); adquisición de 1997, donación de Pierrette Trico, R.F. 4617 y R.F. 4618.[26]

- Andrómeda (ca. 1695-1696) estatua de bronce, dimensiones (Al.: 0,62 m; L.: 0,21 m; An.: 0,10 m), en el Departamento de Esculturas, adquisición de 1978, R.F. 3399.[27]
- Un fleuve , terracota, dimensiones (Al.: 0,27 m; L. : 0,4 m; An.: 0,09 m), adquisición de 1938, donación de don Alphonse Morhange, en el Departamento de Esculturas, R.F. 2492.[28]

##### En elPalacio de Versailles
- Fontaine du Buffet d'Eau (1700-1701), en los jardines del Trianon.[16]

- La caridad, en la balaustrada de la capilla de la Virgen del Palacio, novena estatua desde el Este, estatua en bulto redondo de piedra de Tornerre (dimension: Al.:2,92 m, n.° cat. 244.)[29]

##### En el Museo de Historia de Francia
Hay cinco obras, todas procedentes de la fachada principal del Hôtel de Soubise de París: La Gloria y la Magnificencia, Flore, Cérès, Bacchus y L'Hiver.

#### Fuera de Francia

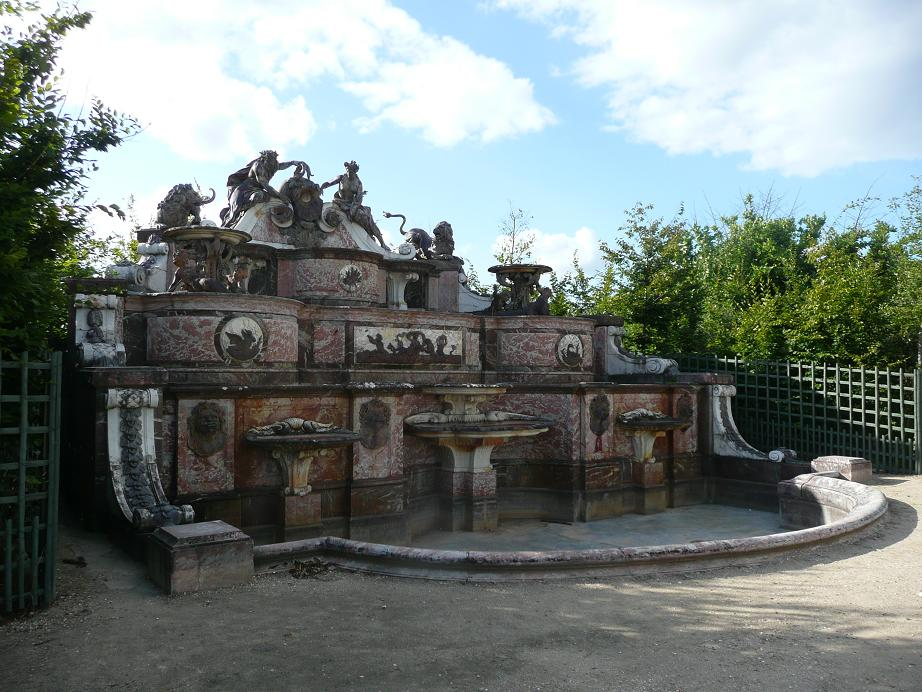
Fuente en los jardines del Trianon por Robert Le Lorrain.

##### En elMuseo J. Paul Getty(California)
- Figura de Venus Marina (1710)[31]

##### En elMuseo Liechtenstein(Viena)
- Busto de Apolo (entre 1710 y 1720)
- Busto de Thetis (entre 1710 y 1720)

##### En laNational Gallery of Art, WashingtonD.C.
- Galatea (1701)[17]

##### En elCourtauld Institute of Art, Londres
- Venus Marina[32]